# Macrotarsomys bastardi
Macrotarsomys bastardi је врста глодара (Rodentia) из породице Nesomyidae.

## Распрострањење
Мадагаскар је једино познато природно станиште врсте.

## Станиште
Врста Macrotarsomys bastardi има станиште на копну.

## Угроженост
Ова врста није угрожена, и наведена је као последња брига јер има широко распрострањење.

### Популациони тренд
Популација ове врсте је стабилна, судећи по доступним подацима.